# Crematogaster ransonneti
Crematogaster ransonneti är en myrart som beskrevs av Mayr 1868. Crematogaster ransonneti ingår i släktet Crematogaster och familjen myror. Inga underarter finns listade i Catalogue of Life.